# カラード (南アフリカ共和国)
カラード（英語: Coloured / Brown people, アフリカーンス語: Kleurling / Bruin mense）は、南アフリカ共和国における4つの民族集団のうち、コイサン族・バントゥー系民族・白人・南アジア系民族・オーストロネシア人等、この地域に居住する様々な民族を祖先に持つ混血のグループ。

## 概要
カラードは主に南アフリカの西部に居住しており、2011年の同国における国勢調査によると、特にケープタウンでは総人口の45.4%を占めている事が判明している。

南アフリカ国内における人口比（2011年）

| 0–20% 20–40% 40–60% |  | 60–80% 80–100% |

### 遺伝学的観点
遺伝学的研究の分野でも、世界で最も多様な人種の遺伝子を受け継いでいる人種である事が示唆されており、 親子・兄弟・親戚で容姿が大きく異なる場合も珍しくない。「カラード」という呼称は、アパルトヘイト施政下で法的に定義された人種分類に由来している。
ケープカラードの場合、ミトコンドリアDNAハプログループとY染色体ハプログループの研究によると、母系は大部分がカポイド、父系は45.2%がコンゴイド・37.3%が西ヨーロッパ・17.5%が南アジアと東南アジアに由来している事が証明されており、これは性的に偏った混合である事が示されている。
クワズール・ナタール州におけるカラードは、主にイギリス人入植者の男性とズールー人女性の混血であるとされているが、モーリシャスやセントヘレナの他、アイルランド・ドイツ・インド・コサ人にもルーツを有している事が明らかになっている。ジンバブエのカラードは、ショナ人やンデベレ人、イギリス人やアフリカーナーの入植者、アラブ人やアジア系の血も引いているとされている。マダガスカル人は、マレー人とバントゥー系民族の混血である事が、遺伝子マーカーの研究により確認されている。
最近の遺伝学的研究においては、ケープカラードのルーツと遺伝子の割合は、個人差はあるものの、おおよそ
- コイサン族：32〜43%
- 主に南部アフリカ出身のバントゥー系民族：20〜36%
- 現在のベネルクスを中心とした西ヨーロッパ出身の白人：21〜28%
- 南アジア及び東南アジア出身者：9〜11%

であるとされている。

### 人種的アイデンティティ
南アフリカと近隣諸国において、少数の白人による政権は、歴史的に非白人を白人から隔離する方針を取った。それに伴い、混血の人間達は各々が形成された人種的かつ歴史的な背景に大きな違いがあるにもかかわらず、全員が一括りに「カラード」として分類される事となった。
それでも、19世紀末頃にコイコイ人ないし元奴隷とその子孫であるカラード達は、社会におけるステータス・アフリカーンス語を共通言語とする事・生活空間の近接性といった要素により、「先住民」とは区別される「カラード」としてのアイデンティティを、ある程度にまで共有するようになった。
第二次世界大戦後の南アフリカではアパルトヘイトが制定され、政府は「カラード」という用語を使用して、法律で定義された4つの主要な人種グループの1つとした。これは、白人至上主義と人種隔離の方針を維持するための取り組みであり、南アフリカ国民は「白人」「アジア人（主にインド系住民）」「カラード」「黒人」に分類される事となった。
アパルトヘイト施政下において、多くのカラード達は、白人への近接性を強く望む一方で、「十分に白くない」事による劣等感に苛まれるようになった。それ故、近い祖先に白人がいる世帯では、その繋がりを強調すべく、自宅にその写真を飾るようになった。また外見の面でも、カポイドと関連付けられたその容姿が、差別の対象となった事から、多くの女性は毛髪にストレートパーマをあてるようになり、富裕層の中には鼻を整形する者もいた。こうしたカラードの人種意識は、「白人」に近似する事によって、より多くの特権に与れるという、物質的なインセンティブに起因するものとされている。実際に、第二次世界大戦前までは、白人と色の薄いカラードの結婚も珍しくなく、人口登録法において「カラード」ではなく「白人」に分類され、白人社会に溶け込んだ人々も多く存在した
。
1991年に人口登録法は廃止されたにもかかわらず、上述した4つの民族集団は、依然として強い人種的アイデンティティを持ち、自分自身や他の人々をいずれかの集団のメンバーとして分類する傾向があり、その事は同国の文化や黒人経済力強化政策に代表されるアファーマティブ・アクションといった、政府の政策にも根深い影響を残し続けている。

## 歴史

### 前史
白人とコイコイ人は、1652年にオランダ東インド会社がヤン・ファン・リーベックの監督下で喜望峰を開拓した際、初めて散発的に接触する様になった。元来コイコイ人は牧畜を営んでおり、白人達は食料の確保と貿易の拡大を図るべく、彼等を懐柔する事に努めた。
その後、オランダ領ケープ植民地が正式に発足した事に伴い、西ヨーロッパ出身の白人男性による大規模な入植が始まった当初は、同地において白人女性は殆どいなかった。それを補うべく、本国から本妻を呼び寄せたり、孤児の少女を集団で送り込んだほか、後に「ケープマレー」と呼称される様になる、現在のインドネシアにあたる地域から連行されてきた奴隷の女性達も、到着する様になった。しかし、当然ながらそれだけでは問題の解決には至らず、多くの白人男性は、使役するコイコイ人や奴隷の女性と結婚したほか、性行為を強要し続けた。また、オランダ東インド会社もケープタウンに女性奴隷を収容した慰安所を設け、女性達は船員達の性奴隷として酷使された。
こうした異人種間の結婚や性暴力が多発した結果、数多くの混血児が生まれ、この事が後に「カラード」と呼ばれる事となる民族集団ないしケープタウンにおいて一大カラード・コミュニティが形成される起源となった。ただし、婚外子として生まれてきた子供達は、原則として白人家庭に受け入れられる事は無かった。
コイコイ人は、白人が自分達の居住地である西ケープに侵攻した際、あまり組織的な抵抗を行わず、その多くが奴隷として彼等に服従する事を選択した。その課程で、コイコイ人社会において急速に西洋化が進んだたけでなく、度重なる旱魃に見舞われたほか、1713年には天然痘が流行し、免疫を持たない多くのコイコイ人が死亡するなどした。これらの出来事が積み重なった事が、彼等が何世代にも亘って築いてきた文化と部族組織が、18世紀中頃までに、完全に崩壊する結果を招く事となった。
無論、白人に抵抗すべく奥地へ遁走した者達もいたが、最終的にはその殆どが白人社会に組み込まれる事となった。サン人は、コイコイ人とは対照的に、白人に対して激しい抵抗を続けてきたが、カラハリ砂漠等へ落ち延びた者を除いて、白人に殲滅させられる末路を辿った。
1795年にイギリスがケープ植民地を形成した事に伴い、植民地政府は全ての先住民に対して大規模なキリスト教の宣教活動を展開し、この事がカラードの西洋化を本格的に推し進める切っ掛けとなった。

### アパルトヘイト以前
カラードは、アパルトヘイトやその元となる政策との闘いにおいて、重要な役割を果たした。
中でもグリクア人は、トレックボーアの男性とコイサン族の女性の間に生まれた子孫であったが、南アフリカの社会秩序において、混血人種ゆえの微妙な立ち位置に置かれていた。グリクア人の指導者であるアダム・コック1世は、18世紀にケープタウンの外で自力で解放を勝ち取り、土地を提供されたケープ植民地総督の元奴隷であったが、オランダ東インド会社が管轄しない領地を所有していた事から、脱走兵や逃亡奴隷など、様々なコイコイ人を匿い続けた。
1902年に設立されたアフリカ政治機構は、主にカラードによって構成され、医師にしてその指導者でもあったアブドゥラー・アブドゥラーマンは、長年に亘ってカラードの政治的努力を促進し続けた。その後、多くのカラードがアフリカ民族会議や統一民主戦線に参加するなど、果敢に反アパルトヘイト闘争に臨む事となった。
カラードの政治的権利は、居住地や時間の経過によって異なった。19世紀にアフリカーナーによって建国されたトランスヴァール共和国やオレンジ自由国では、カラードに政治面での権利は殆ど認められなかった。一方ケープ植民地においては、法律上では白人と同様の権利を認められていたものの、実際には白人とは異なり所得や財産に応じて条件が制限されており、この事はカラードの間に深刻な格差をもたらす事となった。カラードの中には、アブドゥラーマンを含めてケープタウンの市議会議員に就任した者もいた。しかし、1910年に南アフリカ連邦が成立した事に伴い、白人以外は引き続き選挙権は認められたものの、被選挙権は剥奪される事となった。これに反発したカラードは、頻繁に投票のボイコットを行ったが、こうした抵抗運動は、1948年の総選挙で国民党の勝利を後押しする事態を招き、結果としてアパルトヘイトが制定され、後にカラードは選挙権まで剥奪される事となった。
政府はカラードを強制移住の対象に定め、特にケープタウンの第6地区においては、ブルドーザーを用いて立ち退きを迫り、当時はまだ十分なインフラ整備や雇用機会が備わっていなかったケープ・フラッツを新たな居住地として定め、転居させた。この事は、カラードの若者の間にギャング活動が蔓延る温床を形成する原因となった。アパルトヘイト撤廃後も、複数のギャンググループによる抗争が繰り返され続け、現在でも西ケープ州における慢性的な治安の悪さの大きな原因となっている。

### アパルトヘイト施政下
1950年に公布された人口登録法によって、「カラード」という分類が成文化され、更にその後の改訂によって、より細かく分けられる事となった。
例えば、コイコイ人やケープマレーは、共にアフリカーンス語を第一言語とし、双方の間で通婚がある程度進んでいた事のほか、合わせても黒人に人口規模が及ばなかった事などから、混血ではない者も含めて、一括りに「カラード」として分類される事となった。
他にも、印僑は当初カラードの下位グループとして分類されていたもの、後の法改正によって「アジア人」と呼称される、他のカラードとは別個の独立した人種と定められる事となった。それに伴い、元々バルタザール・フォルスターをはじめとするアフリカーナー保守派を中心に、第二次世界大戦後も多く信奉者がいたナチ党が、「インド人はアーリア人である」と唱えていた事や、イギリス系住民と同じく英語を第一言語としていた事、推計人口においても白人やカラードと比して少数派だった事も相まって、印僑はカラードより優遇される中間支配層として、利用される様になった。
この様に、同じ先住民・アジア系住民の間でも、人種によって異なるグループに区分し、上下の序列がもたらされる方針を取ったのは、非白人間で差別や格差が生じる様に仕向ける事により、団結してアパルトヘイトへ立ち向かう事を防ぎたい、という政府側の意向によるものだった。
こうした背景もあって、グリクア人はアパルトヘイト施政下においては「黒人」ではない「カラード」である事を自認する様になったが、黒人の行動を制限するための身分証明書である“ドンパス”が、一般的なカラードには携帯が義務化されていなかった一方で、先住民の一部と見なされていたグリクア人には携帯が義務付けられるなど、カラードの中では一段低い扱いを受けていた。
1956年にヨハネス・ストレイダム首相は、カラードに与えられていた白人と同等の選挙権を剥奪すると同時に、カラードには白人とは異なる有権者名簿を作成し、彼等の利益代表たる白人議員を、国会の下院では4名、ケープ州議会においては2名まで選出する権利を与え、国会の上院では総督によって1名が任命される事も定めた、投票者分離代表法を可決させた。これには、アフリカーナー保守派と黒人から反発の声が上がる事となったが、ブラック・サッシュの活動家達は、カラードの声に耳を傾ける事に賛同した。
政府は1958年にカラード問題省を設立し、翌1959年にはカラード達自身によって、“カラード問題解決のための連帯”が立ち上げられた。後者には27名の会員がおり、政府とカラードの橋渡し役として機能した。
だが、こうしたカラードの代弁者を自称する白人のリベラル派や、カラードの少数エリート層による活動に対し、一般的なカラード達は冷ややかな視線を向けていた。多くの者が新たな有権者名簿への登録を拒否し、カラードの登録有権者数は劇的に減少した。その後も、1963年にはカラード教育法が成立し、白人とカラードの学生は分離して教育を受けさせられるようになるなど、カラードに対する差別的待遇が改善される事は無かった。
1968年に投票者分離代表法は廃案となったが、翌1969年にはカラード代表評議会が設立された。この評議会の任期は5年で、政府が指名する20名と、小選挙区制の下でカラード有権者によって選ばれた40名による計60名の議員で構成された。
白人有権者の66.3％が賛成に票を投じる事となった1983年の国民投票の結果に伴い、新憲法が制定される事となった。これにより、カラードとインド系住民に対して、限定的ではあるものの参政権を付与する事が認められ、人種別三院制議会が成立する事となった。同時に多数派である黒人は、ホームランドを「独立」させる事によって、同国憲法の適用外に置かれる事となった。これらの方策は、南アフリカにおける全国民に選挙権を認めるべきだとする国際社会からの圧力もあり、1990年から段階的に廃止されるようになった。

### アパルトヘイト撤廃後
1994年の総選挙において、国民党はカラード有権者の6割強から支持を獲得し、白人以外の有権者を取り込むべく、1997年に新国民党として再編した。この政治的同盟には、国内外から困惑の声が挙がる事となり、一般的には白人とカラードが、アフリカーンス語や西洋式のライフスタイル等、共通の文化を有する事に起因するものと解釈されているが、1970年代から1980年代の反アパルトヘイト運動におけるカラードと黒人の同一化が上辺だけのものに過ぎなかった事と、アフリカ民族会議が政権を獲得した際に、アファーマティブ・アクションによって自身達の既得権益が失われる事への不安が、如何に大きいものだったかを露呈するものであったと言える。
20世紀後半以降、カラードによるアイデンティティ政治が影響力を増大するようになった。カラードが多く住む西ケープ州は、民主同盟などの野党が台頭し、反アフリカ民族会議の傾向が強い地域と見なされている。民主同盟は、新国民党の支持者を引き込むなど、多くのカラードからの支持を獲得した。2006年のケープタウン市議選では、民主同盟が圧勝する事となった。
アフリカ民族会議が与党となって以降、カラードは「十分に黒くない」と見なされるようになり、アパルトヘイト施政下に「十分に白くない」という劣等感に苛まれていた事も鑑みて、白人と黒人のどちらとも同化できない少数派であるという、人種的周縁性の問題を建国以来一貫して抱え続けている事が指摘されている。

## 文化

### アフリカーンス語
カラードの主要言語となったアフリカーンス語は、元々白人の入植が始まった頃のケープタウンにおいて、白人と先住民であるコイコイ人や奴隷の間で、意志の疎通を図るべく誕生した言語だった。
オランダ人が「ハイ・ダッチ」と呼ばれるオランダ語を話したのに対し、コイコイ人や奴隷がオランダ人の言葉を理解するために用いたのが「キッチン・ダッチ」と呼ばれる文法が簡略化されたオランダ語だった。この「キッチン・ダッチ」が、オランダ人によってコイコイ人や奴隷などが使用する言語と融合させられ、アフリカーンス語として定式化される事となった。
その為、アフリカーンス語の元来の話者はコイコイ人ないし奴隷、その子孫であるカラードという事になる。

### ライフスタイル

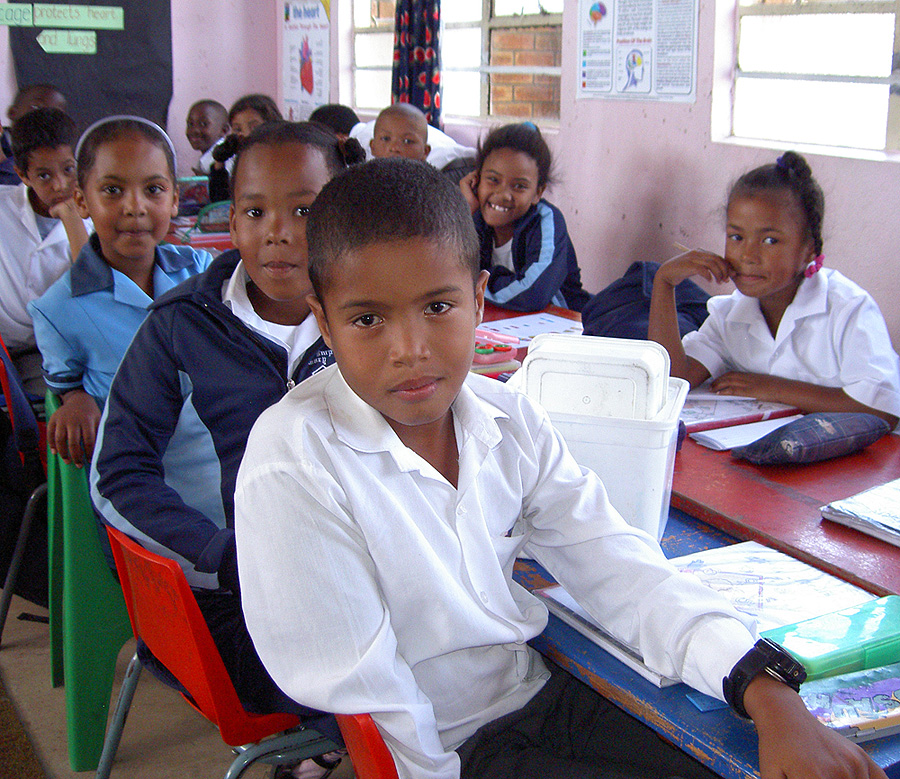
カラードの子供達

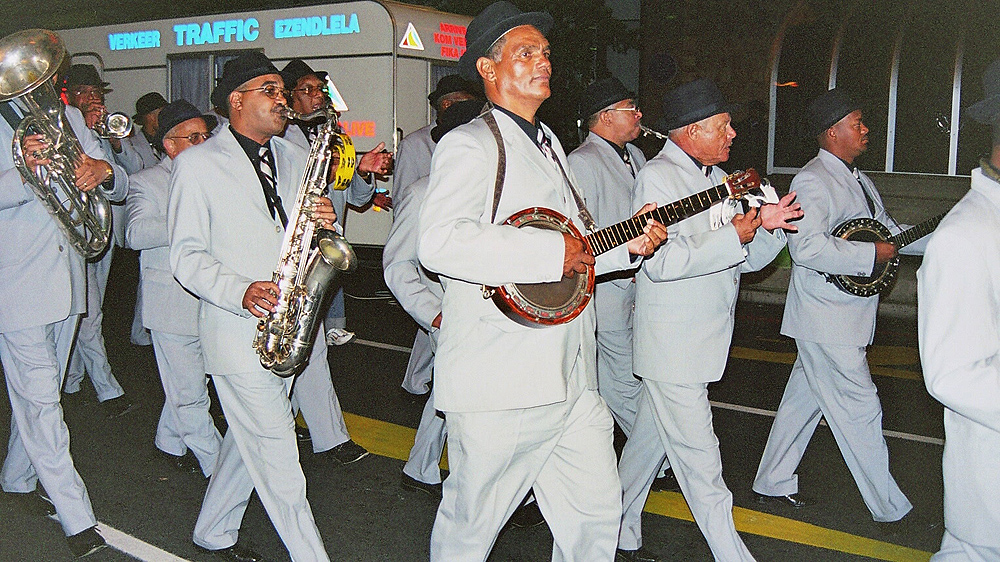
クリスマスにケープタウンで行われるカラードのマーチングバンドによるパレード

カラードの多数派を占める、ケープタウン等の都市部に住むキリスト教徒達は、一般的に西洋式の生活様式を営んでおり、少数の富裕層を除いて、その大部分が公営住宅に居住している。
西ケープ州では、カラードとマレー系住民による独自の文化が形成されるようになった。1968年にカラード社会の文化活動を促進するべく、文化創造協議会が設立されて以来、マレー系住民が中心となった合唱団とアマチュアオーケストラが数多く立ち上げられるようになった。毎年元旦には、ケープタウン吟遊詩人カーニバルが催され、彼等によるパフォーマンスが、観光の大きな目玉となっている。

### 経済活動
元々カラードは、主に半熟練及び不熟練の労働者で占められており、建築家・石工・大工・画家として、ケープタウン黎明期の建設業界に大きな貢献を果たした。また、漁業や農業に従事する者も多く、特に農民達は西ケープ州におけるワイン・果物・穀物の農場の開発において重要な役割を果たした。マレー系住民には、熟練した家具職人・仕立て屋・桶樽職人が多かった。
1962年には、カラードの経済発展を促進するべく、カラード開発公社が設立され、就労希望者への職業訓練やベンチャー企業に対する資金提供の他、ショッピングセンターや工場などの建設も実施された。
近年では、労働に従事するカラードは、製造業へ就いている者の比率が最も高く、女性労働者の35%が衣料品・繊維・食品等の工場で雇用されている。次いで建設業が多いが、漁業に従事する者も今尚多く、田舎に住む者は、その大部分が農民である。
また、特にカラードが人口の約半分を占める西ケープ州においては、アパルトヘイト施政下より政府の方針によって、公務員やサービス産業においてカラードを優先的に採用する政策を採っていた事から、現在でも管理職・事務職・営業職として働く者が多い。

## 著名なカラード

### サッカー選手
- ベニー・マッカーシー
- デルロン・バックリー
- ショーン・バートレット
- リバルド・コッツィーエ（英語版）
- ランス・デイヴィッズ
- キーガン・ドリー
- ケルミト・エラスマス
- クイントン・フォーチュン
- ムーニーブ・ジョゼフズ
- シュー＝アイブ・ウォルタース
- エルリオ・ファン・ヘールデン（英語版）
- ナシーフ・モリス
- スティーヴン・ピーナール
- バーナード・パーカー

### ラグビー選手
- ジオ・アプロン
- フアン・デ・ヨング
- ブライアン・ハバナ
- エルトン・ヤンチース
- チェスリン・コルビ
- ライオネル・マプー
- チェスター・ウィリアムズ

### その他
- アラン・ヘンドリックス（英語版） - 政治家
- パトリシア・デ・リール（英語版） - 政治家
- トレバー・マニュエル（英語版） - 政治家
- ピーター・エイブラハムズ - 小説家
- デニス・ブルータス（英語版） - 詩人
- ベッシー・ヘッド - 作家
- レスリー・アン・ブラント - 女優
- キム・エンゲルブレヒト（英語版） - 女優
- キャンディス・マクルーア（英語版） - 女優
- リースル・ローリー（英語版） - ミス・ワールド2015南アフリカ代表
- デミ＝リー・ネル＝ピーターズ（英語版） - ミス・ユニバース2017優勝者
- タマリン・グリーン（英語版） - ミス・ユニバース2018南アフリカ代表
- ジョナサン・バトラー - 歌手
- ネイマ - 歌手
- アブドゥーラ・イブラヒム - ピアニスト
- トレヴァー・ジョーンズ - 作曲家
- トレバー・ノア - タレント
- サンドラ・ライング
- ウェイド・バンニーキルク - 陸上競技選手
- フランク・フレデリクス - 陸上競技選手
- レイベン・クラーセン - テニス選手
- ジェフ・コーツィー（英語版） - テニス選手